# Protocenobio di San Sebastiano
Il protocenobio di San Sebastiano, anche noto come badia di San Sebastiano, è un monastero che si trova nel territorio di Alatri, ad est del centro cittadino alle pendici del monte Pizzuto.

## Storia
Le origini della badia risalgono tra la fine del V e l'inizio del VI secolo; fu voluta dal Prefetto delle Gallie, già Prefetto del pretorio d'Italia, Liberio, patrizio romano e diacono sotto Teodorico, che, agendo come patronus e donando le sue terre, senza mai entrare a far parte della comunità, fece edificare l'insediamento ex novo (non sorse sugli spazi preesistenti di una villa) su un terrazzamento sul fianco del monte che fronteggia la città, in un punto scomodo per essere raggiunto. Si seguirono stili architettonici spartani infatti non vi era la presenza di aule di ricevimento ma si usò ovunque la pietra, materiale costoso nell'Italia del VI secolo. Ciò fu permesso dalle finanze di Liberio. Sorse non molto lontano dalla sorgente di Silvidè (da Silva Dea, cioè Diana, alla quale il bosco circostante era consacrato), e la affidò all'abate Servando.
Nel 528 circa ospitò Benedetto da Norcia, in viaggio verso Montecassino con i discepoli Placido e Mauro, che, con moltissime probabilità, trasse spunto dalla regola monacale ivi osservata (Regula Magistri), ispirata sia dalle regole di Sant'Agostino, riprese da San Cesario d'Arles (intorno ai primi anni del secolo 500, il vescovo salvò "miracolosamente" Liberio nella battaglia contro i Visigoti) nelle sue prediche, che dalle esperienze vissute in Palestina dall'abate stesso ove fu influenzato dalla regola di San Pacomio, per l'elaborazione della regola benedettina; di lì a poco, la stessa badia avrebbe aderito al monachesimo benedettino.
In occasione di quella visita S. Benedetto donò all'Abate una campanella per ringraziarlo dell'ospitalità, che ancora oggi è conservata presso il Monastero delle Suore Benedettine di Alatri. Appartenenti a quel periodo non restano che poche strutture oltre ad una importantissima scoperta fatta da un'archeologa (Lisa Fentres), una tomba risalente al VI secolo contenente le spoglie di due monaci. L'importanza della costruzione funebre, porterebbe a far pensare che in essa furono seppelliti proprio l'abate Servando e il suo successore.
Dopo un periodo di abbandono, nel 1223 il monastero fu affidato alle clarisse.
Tutte le opere che attualmente fanno della Badia una sconosciuta ma preziosa opera d'arte, risalgono all'epoca del primo insediamento delle monache.
Nel 1442 papa Eugenio IV soppresse per decreto il monastero e stabilì che da quel momento la proprietà sul vasto patrimonio terriero dell'abbazia e sulle relative rendite sarebbe stata concessa a dei prelati assieme alla carica onorifica di Abate.
Nel 1450 papa Niccolò V concesse la Badia in commenda all'umanista Giovanni Tortelli, responsabile della Biblioteca Vaticana, che vi soggiornò per un periodo di riposo e di otium letterario, impiegato nella stesura del suo vocabolario della lingua greca.
Nel 1654 un motu proprio di papa Innocenzo X Pamphili concesse il complesso in patronato alla chiesa di Sant'Agnese in Agone a Roma, costruita per sua volontà come grandiosa cappella di famiglia (nell'archivio della famiglia Doria Pamphili, custodito in Sant'Agnese dovrebbe esserci traccia dei documenti che riguardano la Badia e in Sant'Agnese è ancora conservato qualcosa del suo arredo); i Pamphili mantennero in questo modo i diritti sulla badia fino al 1853, quando il principe Andrea Doria Pamphili concede i beni della Badia in enfiteusi a Salvatore Vienna fino a terza generazione mascolina.
Nel 1908 gli eredi di Salvatore Vienna, secondo quanto previsto dal diritto civile, diventano a tutti gli effetti proprietari della Badia.

## Descrizione
Attualmente la badia, la cui proprietà è suddivisa in tre porzioni (di cui una, la più suggestiva, è appartenuta a Sir John Leslie, IV baronetto, cugino di Winston Churchill), appare come una incantevole opera architettonica dalle linee medievali. Nella chiesa del monastero si sono preservati pregevoli affreschi del XII e XIII secolo, di scuola umbro-laziale (attribuiti alla scuola del Cavallini), raffiguranti la vita di Cristo e della Madonna.

## La badia di San Sebastiano nel cinema e nei media
Alcune riprese del film su Gioacchino da Fiore Il Monaco che vinse l'Apocalisse di Jordan River sono state girate nel protocenobio di San Sebastiano.
Alcune scene de "La maledizione di Damien" con Gregory Peck
Alcune scene di una nuova serie Netflix ispirata a Il Gattopardo